# История почты и почтовых марок Бангладеш
История почты и почтовых марок Бангладеш включает развитие почтовой связи на территории Бангладеш в периоды вхождения страны в состав Британской Индии (1757—1947) и Пакистана (1947—1971) и независимости государства (с 1971). В целом почтовая система Бангладеш сохраняет черты британской. Собственные почтовые марки эмитируются с 1971 года. Бангладеш входит в число стран — участниц Всемирного почтового союза (ВПС; с 1973). За организацию и развитие почтового сектора в государстве отвечает Почтовое управление Бангладеш.

## Развитие почты
До 1947 года территория современной Бангладеш находилась под английским колониальным господством как составная часть Британской Индии, почтовое ведомство которой отвечало за почтовую связь в этом регионе. В этот период здесь имели хождение марки Британской Индии. Впервые почтовые марки на Индийском субконтиненте появились 1 октября 1854 года. Население имело возможность отправить почтовую карточку за 1 пайсу, а простое письмо за ½ анны.
После включения Восточной Бенгалии в состав Пакистана (переименована в 1956 году в Восточный Пакистан) и до 1971 года здесь действовала пакистанская почта и использовались пакистанские марки.
В ходе войны за освобождение правительство Муджибнагара учреждало отделения полевой почты в освобождённых районах, которые заменяли собой бывшие там почтовые отделения, и передало заведование почтой Министерству транспорта и связи.
В этот переходный период — от пакистанской почтовой системы к собственной — для гашений марок на почтовых отправлениях применялись старые почтовые штемпеля Пакистана, а также временные новые календарные штемпели. Последние были часто изготовлены очень примитивно и были круглой или прямоугольной формы. Кроме того, в употреблении находились различные штампы служебного характера.
Новая почтовая администрация — Почтовое управление Бангладеш — существует с декабря 1971 года. 19 декабря первым генеральным директором управления был назначен А. М. Ахсанулла (A. M. Ahsanullah), старшее должностное лицо Почтового управления Пакистана, который был захвачен и удерживался под стражей, пока не прекратилась война.
7 февраля 1973 года Бангладеш вступила в ряды стран — членов ВПС. Работа бангладешской почты традиционно строится на основе британской почтовой системы.

## Выпуски почтовых марок

### Первые марки
Бангладеш впервые получила собственные почтовые марки в ходе обретения независимости в 1971 году, и к организации их выпуска был непосредственно причастен член английского парламента Джон Стоунхауз, незадолго до того занимавший посты генерального почтмейстера Великобритании и министра почт и телекоммуникаций. По заказу Стоунхауза, филателистическим агентством в Лондоне была подготовлена стандартная серия из восьми марок различных номиналов и оригинальных дизайнов, в числе которых были изображения карты и флага страны, портрет лидера бенгальского народа М. Рахмана, символические рисунки. Марки номиналами от 10 пайс до 10 рупий были представлены на официальной церемонии в Лондоне 29 июля 1971 года. Церемония инаугурации первых бангладешских марок состоялась в Палате общин и там же была проведена приуроченная к этому событию пресс-конференция. Таким образом, эмиссия в Лондоне марок будущей Бангладеш способствовала формированию международного мнения в пользу поддержки борьбы бангладешского народа за независимость.
Вскоре после этого, в декабре 1971 года, в Лондоне были подготовлены надпечатки на марках этой серии всех восьми номиналов, которые содержали текст «Bangladesh Liberated» («Бангладеш освобождена») на английском языке и на бенгали.
Часть тиража первого выпуска, в количестве нескольких сотен экземпляров каждого номинала, а также марки трёх номиналов (10 пайс, 5 и 10 рупий) второго, надпечатанного, выпуска были доставлены 19 декабря в Бангладеш из Великобритании Джоном Стоунхаузом. Эти одиннадцать марок были допущены 20 декабря почтовой администрацией страны для обращения в самой Бангладеш.

### Последующие эмиссии
Номиналы первых почтовых марок этой страны были указаны в пакистанских рупиях (1 рупия = 100 пайсов), но в 1972 году была введена новая денежная единица (1 така = 100 пайсов), и с того времени номиналы всех почтовых марок обозначаются в таках или в пайсах. Новая серия марок Бангладеш 15 номиналов в новой валюте начала продаваться всё тем же филателистическим агентством в Лондоне. Серия имела рисунки, повторяющие таковые для марок первой серии. Однако почтовая администрация Бангладеш отказалась признать этот выпуск в качестве официального.
В 1973 году в обращение поступила серия из стандартных марок 14 номиналов в новой валюте. Обозначение денежной единицы така было изменено на марках в 1, 2, 5 и 10 так, отпечатанных в 1974—1975 годах. В 1976—1977 годах эта же серия была изготовлена в уменьшенном формате. В 1978—1981 годах издавались марки новой стандартной серии.
Первая коммеморативная марка Бангладеш была посвящена памяти погибших за свободу страны и увидела свет 21 февраля 1972 года. Все надписи на ней, кроме обозначения, кроме денежной единицы номинала, были даны на бенгальском языке. В том же году выходили еще две памятные серии — по случаю первой годовщины государственной независимости и в честь дня победы в освободительной войне.

### Эмиссионная политика
С самого первого выпуска 1971 года почтовое ведомство Бангладеш придерживается консервативной эмиссионной политики. Некоторые серии коммерческого характера если и эмитируются, то в очень небольшом количестве. В результате этого за первые десять лет (с 1971 по 1981 год) было выпущено лишь около 170 почтовых марок и девять блоков. В обычных каталогах, например, «Стэнли Гиббонс», к 2008 году было перечислено чуть более 900 почтовых марок и малых листов. Марочные тетрадки (буклеты) вообще до сих пор не выпускались.
До декабря 1989 года в Бангладеш не было собственного оборудования для печатания почтовых марок, и их производство поэтому заказывалось в других странах — в Индии, Англии, Австралии, Испании, Австрии и даже в СССР. К созданию марок привлекались как бангладешские, так и зарубежные дизайнеры и художники.

### Тематика
Большинство тем, представленных на почтовых марках Бангладеш начиная с самых первых выпусков, носят местный характер, включая внутренние события, флору и фауну страны. Местная тематика также перемежается с общетематическими выпусками (например, рыбы, птицы, и т. п.) и регулярными выпусками, приуроченными к международным событиям, в том числе спортивным, например, Олимпийским играм, чемпионатам мира по футболу и крикету и т. д.).
Среди многих памятных марок Бангладеш, посвящённых международным событиям, можно упомянуть:
- две миниатюры в ознаменование приёма государства в ООН (с изображением здания ООН и флага Бангладеш, 1974);
- четыре марки и блок (первый в Бангладеш[2]) в честь 100-летия ВПС (1974);
- три марки и блок к 100-летию со дня смерти Р. Хилла (1979);
- почтовую миниатюру в знак солидарности народа Бангладеш с народом Палестины (1980)[11] и др.

## Служебные марки
Для правительственного использования было издано около 50 выпусков с надпечаткой на английском языке «Service» («Служебная») или аналогичной на бенгальском. Они выходили с 1973 по 1998 год. По данным каталога «Скотт», таковых имеется 53 марки.

## Местные выпуски

### Восточная Бенгалия
С 1947 года население Восточной Бенгалии стало употреблять для почтовых отправлений пакистанские почтовые марки. Однако из-за промедлений в принятии решений и некомпетентности администрации марки не всегда поступали вовремя, вследствие чего на местах на имевшихся запасах марок Британской Индии делались надпечатки. Сначала их производили на английском языке и ручными штампами. К сентябрю 1947 года из Пакистана прибыли официально надпечатанные марки, которые поступили в продажу 1 октября. Почтовая администрация Пакистана осуществляла надпечатывание запасов марок на различных печатных машинах в Карачи, Лахоре, Хайдарабаде, Дакке и Читтагонге, поэтому встречаются многочисленные разновидности этих надпечаток как по их типам, так и по плотности нанесённой краски.

### Бангладеш
С 26 марта 1971 года, в период борьбы бенгальского народа за независимость и пока готовился первый официальный государственный выпуск, было сделано большое количество местных выпусков почтовых марок с надпечатками. 19 декабря только сформированное Почтовое управление Бангладеш издало циркуляр, согласно которому местные почтмейстеры получили официальное разрешение делать надпечатки названия нового государства на имеющихся запасах пакистанских марок. В основном это были знаки почтовой оплаты Пакистана второго стандартного выпуска и в небольших количествах — других выпусков.
Кроме того, надпечаткам подвергались марки, имевшиеся у населения, и запасы марок (иногда большие), бывшие в распоряжении различных фирм и банков. Существуют также надпечатки, выполненные филателистическими торговцами, особенно индийскими, которые широко пользовались разрешением новой администрации, изготовляя собственные штампы и надпечатывая имевшиеся у них марки Пакистана. Подобная практика привела к появлению огромного множества — нескольких сотен — различных типов и разновидностей, не включённых в основные каталоги почтовых марок.
В качестве надпечатки обычно ставили надпись «Бангладеш» одновременно на бенгальском и английском языках. Однако встречается приличное количество надпечаток, сделанных только на бенгальском (Дакка, Читтагонг, Богра, Барисал и др.) или английском языке (Дакка, Читтагонг, Ноакхали, Раджшахи и др.). Надписи надпечаток выполнялись в одну или две строки. Имеются также надписи, заключенные в окружность (Фени, Ноакхали), прямоугольную рамку (Силхет, Дакка и др.), в контур географической карты страны (главным образом, делались филателистическими дилерами) и др. Существуют надпечатки в виде одного слова «Бангла», а также с надписями «Народная Республика Бангладеш» и «Правительство Бангладеш» (все — Дакка). Как правило, нанесение надпечаток делалось ручными штампами местного производства, но в некоторых почтовых конторах (Джессор, Силхет, Филателистическое бюро Дакка) прибегали к типографскому способу. Для надпечатывания употребляли красную, синюю, черную, лиловую и другие краски.
До 30 апреля 1973 года все эти выпуски надпечатанных пакистанских марок были выведены из обращения. Дополнительно было надпечатано много цельных вещей, особенно аэрограмм.

## Развитие филателии
Филателисты страны объединены в Национальную филателистическую ассоциацию Бангладеш, которая образована в 1978 году. Среди филателистических выставок, состоявшихся в стране, можно упомянуть:
- выставку почтовых марок в Джессоре (1974),
- Первую Национальную филателистическую выставку Бангладеш — «Banglapex 1984»,
- выставку почтовых марок во время Первого саммита СААРК (1985),
- Национальную филателистическую выставку Бангладеш — «Banglapex 1992»,
- выставки «Khulnapex-84» и «Rajshahipex-95» и др.

Помимо выставок, Национальная филателистическая ассоциация Бангладеш проводит также филателистические аукционы, образовательные курсы, опрос на выявление лучшей марки страны и празднование Национальной филателистической недели, а также публикует новостной бюллетень «Bangladesh Philatelic News» («Филателистические новости Бангладеш»). Ассоциация находится в тесном контакте с Почтовым управлением Бангладеш для организации выставок и решения других вопросов, связанных с развитием филателии.
Кроме того, существует Ассоциация филателистов Бангладеш (Philatelists' Association of Bangladesh), сформированная в 1987 году и возглавляемая генеральным секретарём Анварулом Кадером (Anwarul Kader). В 2007 году в ознаменование 20-летия этой организации были выпущены две памятные марки Бангладеш.
В Международной федерации филателии страну представляет Филателистическая федерация Бангладеш (Bangladesh Philatelic Federation) во главе с её генеральным секретарём Мохаммедом Монирулом Исламом (Mohammed Monirul Islam).
В 1988 году в Дакке, столице страны, был создан Бангладешский институт филателистических исследований (Bangladesh Institute of Philatelic Studies). В его задачи входят продвижение коллекционирования почтовых марок и использования филателии для пропаганды знаний по истории и культуре. Основатель и первый директор института — Сиддик Махмудур Рахман (Siddique Mahmudur Rahman). Институт публикует книги, периодические издания, мультимедийные и другие образовательные материалы по филателии.
По некоторой информации, имеется Почтовый музей Бангладеш, посвящённый истории почты страны и расположенный при Главном почтовом управлении в Дакке.

## Примечания

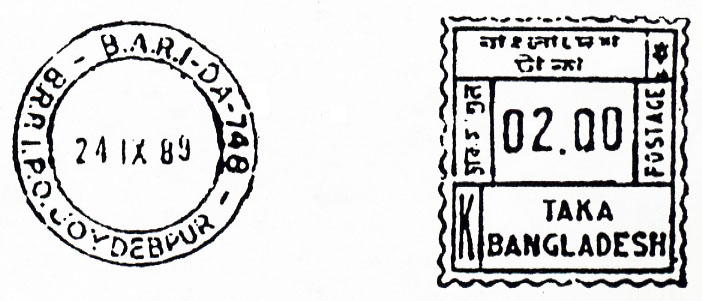
Франкировальный штемпель (франкотип) Бангладеш номиналом в 2 таки (1989)